# Cap Roig
|  | Aquest article tracta sobre el cap de les Illes Balears. Si cerqueu el peix de roca, vegeu «cap-roig». |

El cap Roig, o punta Llobera, és un cap de la costa meridional de l'illa de Mallorca proper al cap Blanc. És un penyalar soberg, de coloració ferruginosa i parets verticals d'una gran bellesa i espectacularitat. Antigament s'anomenava punta de na Llobera, i així queda recollit al mapa del cardenal Despuig i en el llibre Die Balearen... de l'arxiduc Lluís Salvador d'Àustria. Aquest nom antic sofrí una deformació quan s'hi construïren unes instal·lacions militars a principis del segle xx, avui desmantellades, i es coneixia com a punta Llobera.